# العبابدة (اصبويا)
العبابدة هي إحدى مشيخات المملكة المغربية، تتبع جغرافيا لإقليم سيدي إفني وإداريًا لاصبويا. يقدر عدد سكانها بـ 10709 نسمة حسب الإحصاء الرسمي للسكان والسكنى لسنة 2004.